# No Mercy in This Land
No Mercy in This Land je druhé společné studiové album amerických hudebníků Bena Harpera a Charlieho Musselwhitea, vydané v březnu 2018 společností ANTI-. Nahráno bylo ve studiu The Village Studios v Santa Monice a spolu s Harperem jej produkovali Ethan Allen, Jason Mozersky, Jesse Ingalls, Jimmy Paxson a Sheldon Gomberg. V hlavní hitparádě časopisu Billboard (Billboard 200) se umístilo na 132. příčce, v rockové hitparádě dosáhlo devatenácté, a ve folkové šesté.
Dvojice poprvé spolupracovala již v roce 1997 na písni „Burnin' Hell“ od Johna Lee Hookera. V roce 2013 vydali společné album Get Up! a záhy uvedli, že by rádi nahráli další. Vydání alba No Mercy in This Land bylo oznámeno v lednu 2018, kdy byl zároveň zveřejněn první singl v podobě titulní písně. Na prvním albu všechny písně nazpíval Harper, zde v jedné písni („No Mercy in This Land“) zpívá Musselwhite.

## Seznam skladeb
| Pořadí         | Název                         | Autor                                     | Délka |
| -------------- | ----------------------------- | ----------------------------------------- | ----- |
| 1.             | When I Go                     | Ben Harper, Jason Mozersky, Jesse Ingalls | 3:45  |
| 2.             | Bad Habits                    | Ben Harper                                | 3:45  |
| 3.             | Love and Trust                | Ben Harper                                | 3:07  |
| 4.             | The Bottle Wins Again (Blues) | Ben Harper, Jesse Ingalls                 | 3:38  |
| 5.             | Found the One                 | Ben Harper, Jason Mozersky, Jimmy Paxson  | 2:47  |
| 6.             | When Love Is Not Enough       | Ben Harper, Jason Mozersky                | 4:09  |
| 7.             | Trust You to Dig My Grave     | Ben Harper                                | 3:33  |
| 8.             | No Mercy in This Land         | Ben Harper                                | 3:45  |
| 9.             | Movin' On                     | Ben Harper                                | 3:02  |
| 10.            | Nothing at All                | Ben Harper                                | 3:37  |
| Celková délka: | Celková délka:                | Celková délka:                            | 35:03 |

## Obsazení
- Ben Harper – zpěv, kytara, klavír
- Charlie Musselwhite – harmonika, zpěv
- Jason Mozersky – kytara
- Jesse Ingalls – baskytara, kontrabas, varhany, klavír
- Jimmy Paxson – bicí, perkuse